# Sinclair Building (Fort Worth)
El Sinclair Building (originalmente el Dulaney Building) es un rascacielos de esilo art déco Zigzag Moderne en el centro de la ciudad de Fort Worth, en el estado de Texas (Estados Unidos). Ubicada en la esquina oeste de las calles Fifth y Main, la torre de dieciséis pisos de 200 pies de altura vecina a otros lugares emblemáticos art déco como el Kress Building y The Blackstone Hotel. Inaugurado en 1930, el Sinclair ha servido como espacio de oficina para una variedad de inquilinos durante una serie de renovaciones hasta 2013, cuando Sinclair Holdings Group compró el edificio con la intención de convertir el espacio en habitaciones de hotel. Actualmente, el Sinclair funciona como un hotel de lujo bajo Autograph Collection de la compañía Marriott.

## Historia

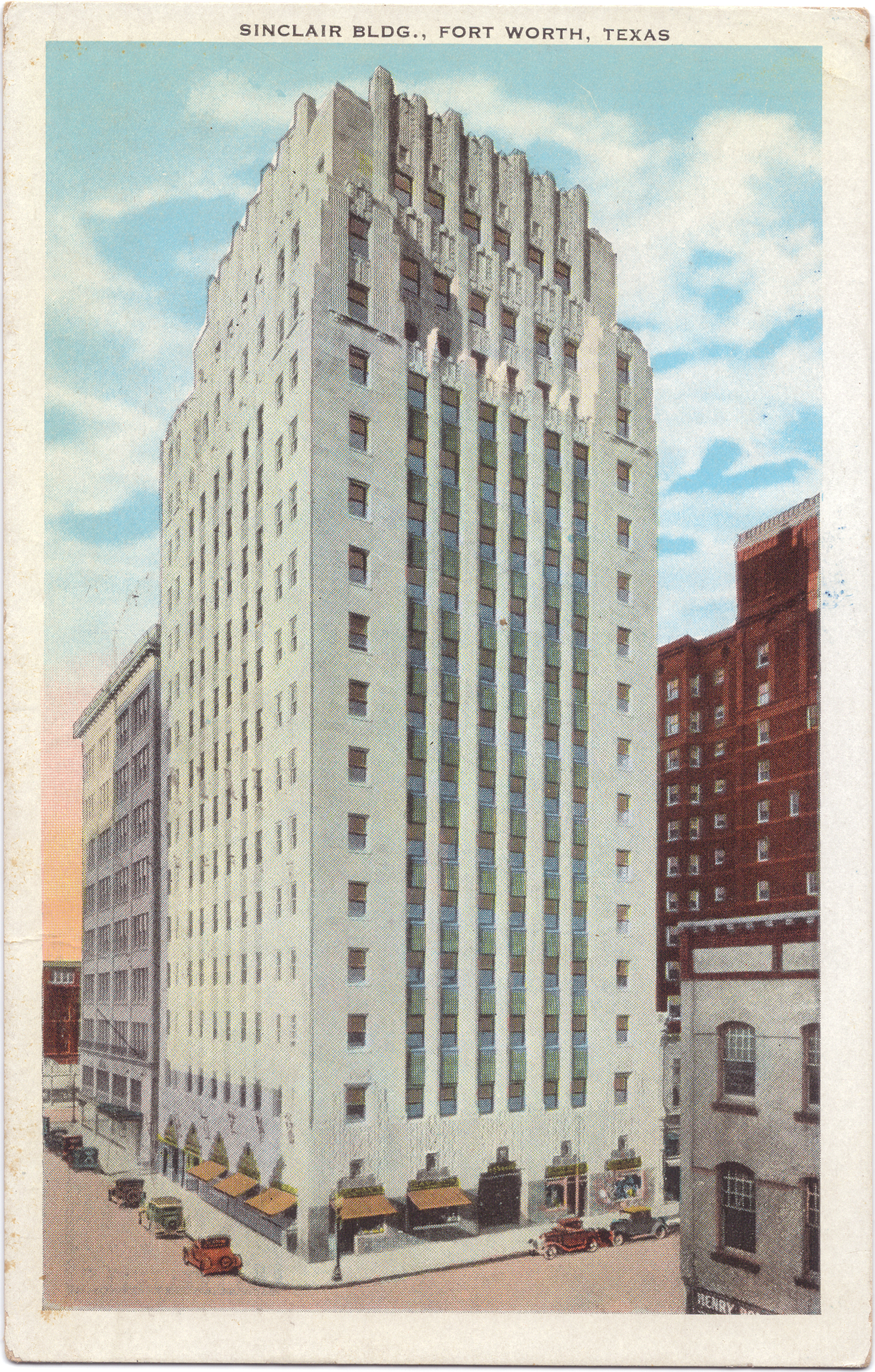
Postal del Sinclair Edificio, 1933

En 1929, el petrolero y promotor cívico de Texas, Richard Otto Dulaney, anunció planes para la construcción de una estructura moderna de un millón de dólares para proporcionar espacio de oficinas para el negocio del petróleo en constante expansión. Dulaney ganó la propiedad del abogado, banquero y líder cívico Khleber Miller Van Zandt en un juego de póquer. Dulaney arrasó el edificio ubicado en 512 Main Street y erigió el ahora histórico edificio Sinclair. Diseñado por el destacado arquitecto de Fort Worth Wiley G. Clarkson, el edificio estaba destinado a dar la "impresión de verticalidad extrema que pretendían las enjutas de color verde oscuro que se extendían hacia arriba" y empleaba motivos arquitectónicos mesoamericanos que habían ganado popularidad en los Estados Unidos en la década de 1920.
Sinclair Oil Company, al comprar Pierce Petroleum Corporation, con sede en Dallas, arrendó la mayoría de los 9.847 m² del edificio antes de que se completara la construcción en 1930 como espacio para oficinas que respaldaban la comercialización de productos Sinclair en Texas, Oklahoma, Luisiana y Arkansas. Las características notables anunciadas a los posibles arrendatarios incluían aire acondicionado por zonas, ascensores automáticos de alta velocidad y conductos integrados para cableado telefónico y telegráfico.
A fines de la década de 1980, el edificio Sinclair había caído en un estado de deterioro, pasando entre un puñado de propietarios desinteresados. Sin embargo, el aumento de los costos de alquiler fuera del centro de la ciudad y los esfuerzos concentrados para revitalizar el centro crearon un renovado interés en la torre, y Reaut Corporation compró la propiedad en septiembre de 1988. Restauración del motivo en zigzag a partir de material de archivo y el descubrimiento de accesorios originales detrás Los trabajos de renovación anteriores permitieron a Reaut devolver gran parte del edificio al diseño original. En 1991, la ocupación aumentó a tres cuartas partes de la capacidad desde un mínimo del 18 por ciento en 1988. En 1992, el Registro Nacional de Lugares Históricos designó a la torre como históricamente significativa. La Comisión Histórica del Condado de Tarrant dedicó un marcador histórico de Texas para el edificio Sinclair
En 2013, los inversores que operan bajo el nombre de Sinclair Holdings Group compraron el edificio con la intención de convertirlo en un espacio hotelero premium. El hotel abrió sus puertas en 2019 como parte de la colección Autograph de Marriott. La renovación, realizada por Forrest Perkins y Merriman Architects, se centró en conservar el estilo art déco del edificio al tiempo que hacía que la antigua sede de la compañía petrolera fuera ambientalmente eficiente. Siguiendo la tradición del edificio de debutar con tecnología de vanguardia, la torre renovada es el primer hotel en tener sus comodidades eléctricas interiores, incluidas luces, persianas y minibares alimentados exclusivamente a través de Ethernet (POE).